# Eustácio de Sebaste
Eustácio de Sebaste foi um bispo semiariano da cidade de Sebaste no Reino da Armênia. Juntamente com Basílio de Ancira, foi o fundador da seita dos macedonianos.
Ele era originalmente um monge e acredita-se que tenha sido ele o primeiro a levar para os armênios o conhecimento de uma vida asceta. 

## Arianismo
Ele fez parte da delegação ariana que tratou com o Papa Libério sobre o restabelecimento da unidade entre os cristãos ortodoxos e arianos. Ele chegou até mesmo a aceitar o credo de Niceia, mas logo em seguida rechaçou a divindade do Espírito Santo, tornando impossível qualquer união entre os homoiousianos (grupo de Eustácio - semiarianos) com os homoousianos (cristãos).
Eustácio deve ter sido contemporâneo de Constantino, pois Nicéforo afirma que embora ele tenha assinado os decretos do Concílio de Niceia, ele estava abertamente do lado dos arianos. 
Ele morreu depois de 377 d.C.

## Pensamento
Caracterizado por uma ascese rigorosa, ele rechaçava participar da Eucaristia celebrada por sacerdotes casados. Outras características eram:p. 501ss:
- Indumentária miserável e descuido com o corpo.
- Proclamação de que não se pode alcançar a salvação se não se renunciar à toda propriedade
- Jejum no domingo, contra a prática da Igreja
- Reprovação das solenidades em honra aos mártires
- Reuniões em casas particulares para celebrar ritos privados

## Comunidades ascéticas
O ascetismo rigoroso era visto com simpatia em diversos setores da Igreja. O bispo e Pai da Igreja Basílio de Cesareia via em Eustácio um modelo de vida asceta e, em sua comunidade aplicou uma regra parecida, baseada na virgindade e na pobreza, mas sem a obrigatoriedade, no que foi superior às tendências extremadas dos eustatianos.